# Ваулин, Андрей Николаевич
Андрей Николаевич Ваулин (1860 — не ранее 1917) — генерал-лейтенант русской императорской армии, директор кадетских корпусов (Хабаровского, Полоцкого, Суворовского).

## Биография
Происходил из потомственных дворян Полтавской губернии. Родился 16 (28) октября 1860 года в семье Николая Ивановичи и Евдокии Федотовны Ваулиных.
Образование получил в Петровской Полтавской военной гимназии. В службе — с 15 июля 1878 года, когда начал обучение во 2-м Константиновском военном училище, из которого 21 сентября того же года был переведён в младший класс Михайловского артиллерийского училища. По 1-му разряду окончил училище в 1881 году, произведён из портупей-юнкеров в подпоручики со старшинством с 08.08.1881 и с назначением на службу в 9-ю артиллерийскую бригаду; поручик (ст. 12.11.1884). В 1886 году по 1-му разряду окончил Михайловскую артиллерийскую академию, 28 июня произведён в штабс-капитаны за отличные успехи в науках и направлен преподавать математику в Воронежский кадетский корпус; был ротным командиром и помощником инспектора классов.
Капитан (ст. 09.04.1889); подполковник (ст. 05.04.1892); полковник (ст. 24.03.1896). В 1899 году, 12 мая, был назначен в Варшаву инспектором классов Суворовского кадетского корпуса; одновременно преподавал французский язык. С 10 июля 1900 года — директор Хабаровского кадетского корпуса; 28 марта 1904 года за отличие по службе был произведён в генерал-майоры. С 1 августа 1905 года — директор Полоцкого кадетского корпуса, а с 1 августа 1908 года — директор Суворовского кадетского корпуса. Был произведён в генерал-лейтенант 18 апреля 1910 года; числился в списках Хабаровского кадетского корпуса.
В 1910 году издал брошюру «К вопросу о воспитании в кадетских корпусах».
Последний раз в официальных документах был упомянут в 1917 году: 29 сентября был назначен в резерв чинов при штабе Московского военного округа с оставлением по полевой легкой артиллерии. По воспоминаниям кадет в 1918 году в Главном артиллерийском управлении Красной Армии был генерал-инспектором артиллерии.

## Награды
- орден Св. Станислава 3-й ст. (1890)
- орден Св. Анны 3-й ст. (30.08.1893)
- орден Св. Станислава 2-й ст. (1896)
- орден Св. Анны 2-й ст. (06.12.1899)
- орден Св. Владимира 4-й ст. (06.12.1902)
- орден Св. Владимира 3-й ст. (01.01.1906)
- орден Св. Станислава 1-й ст. (06.12.1908)
- орден Св. Анны 1-й ст. (1915)